# Formidabili quegli anni
Formidabili quegli anni è un libro scritto da Mario Capanna nel 1988, del quale furono pubblicate cinque edizioni.

## Contenuto
Nel libro autobiografico viene raccontato cosa avvenne nel cosiddetto periodo del Sessantotto e cosa rimane di quel periodo.

## Edizioni
- Mario Capanna, Formidabili quegli anni, Rizzoli, 2006,  p. 296, ISBN 88-17-53221-5.